# Daphnis hypothous
Daphnis hypothous es una especie de lepidóptero ditrisio de la familia Sphingidae que habita desde Asia Oriental hasta Nueva Guinea y Australia.

## Características

### Adulto
Tiene una envergadura de 86 a 120 milímetros. Alas de un colorido verde oscuro, que consiste en marcas pivotantes, en las cuales se colorean con diferentes franjas o bordes que van del crema al marrón. Es notable una tira aproximadamente a la altura de los dos primeros tercios del ala delantera continuando entre los dos primeros segmentos del abdomen. En el punto de unión de las alas delanteras hay una marca circular, blanca. La zona entre las alas está coloreada de verde oscuro, con toques de color marrón y lleva bandas marrones claras aproximadamente sobre el centro del ala.
El tórax y los dos primeros segmentos del abdomen se encuentran coloreados de verde oscuro, la cabeza y el cuello se encuentran coloreados de marrón violeta oscuro. Las patas así como las antenas son de color crema.

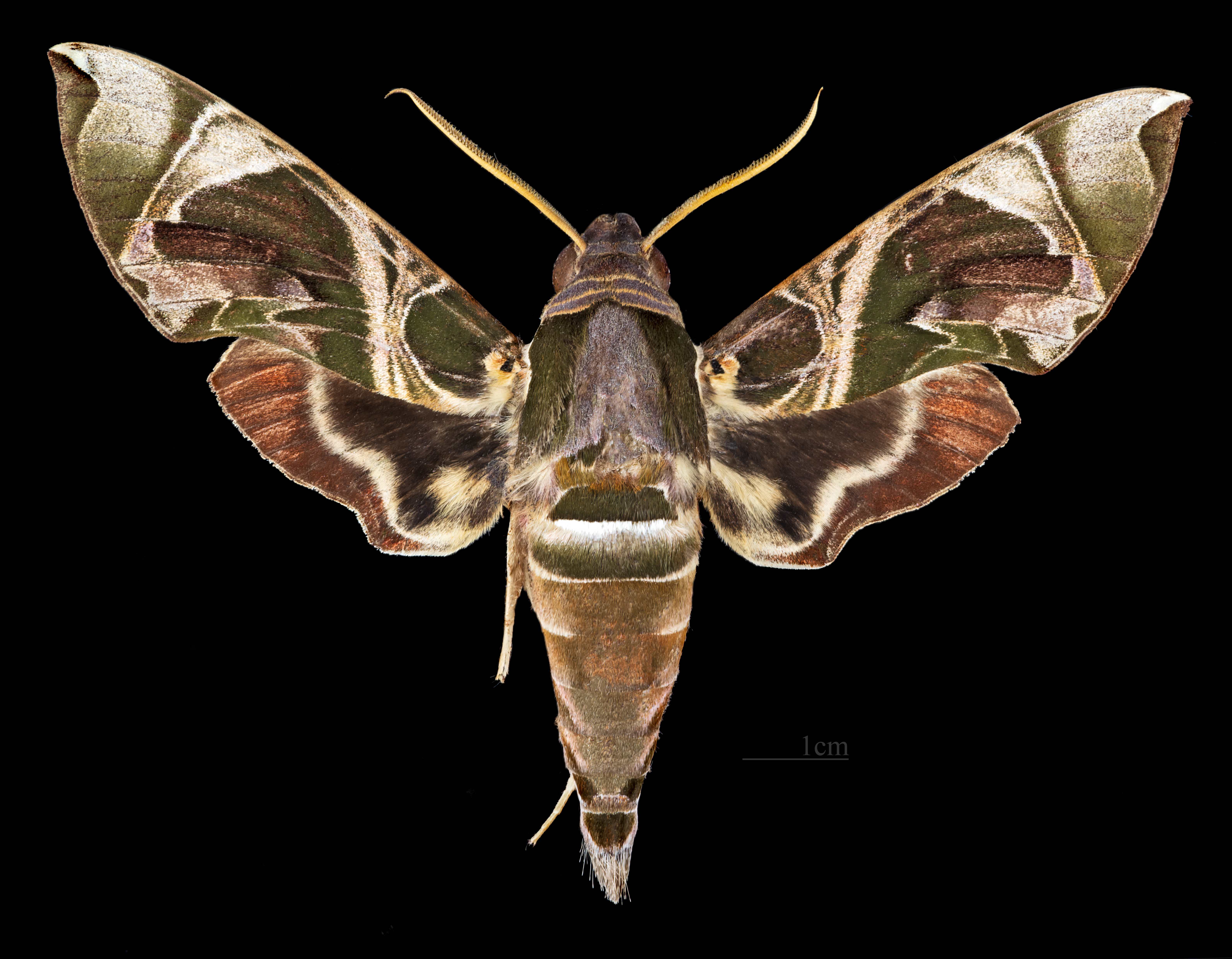
Daphnis hypothous hypothous ♂
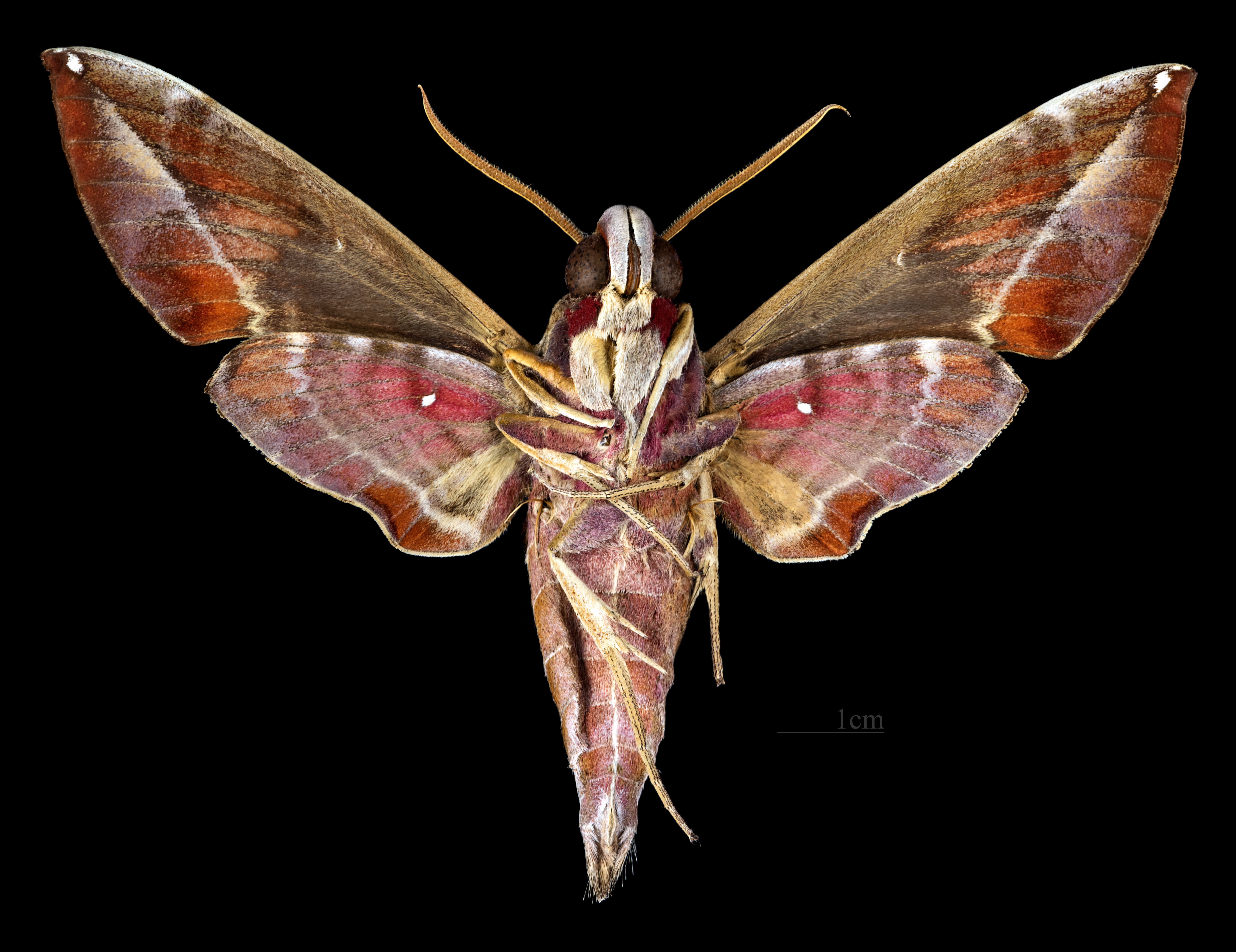
Daphnis hypothous hypothous ♂  △
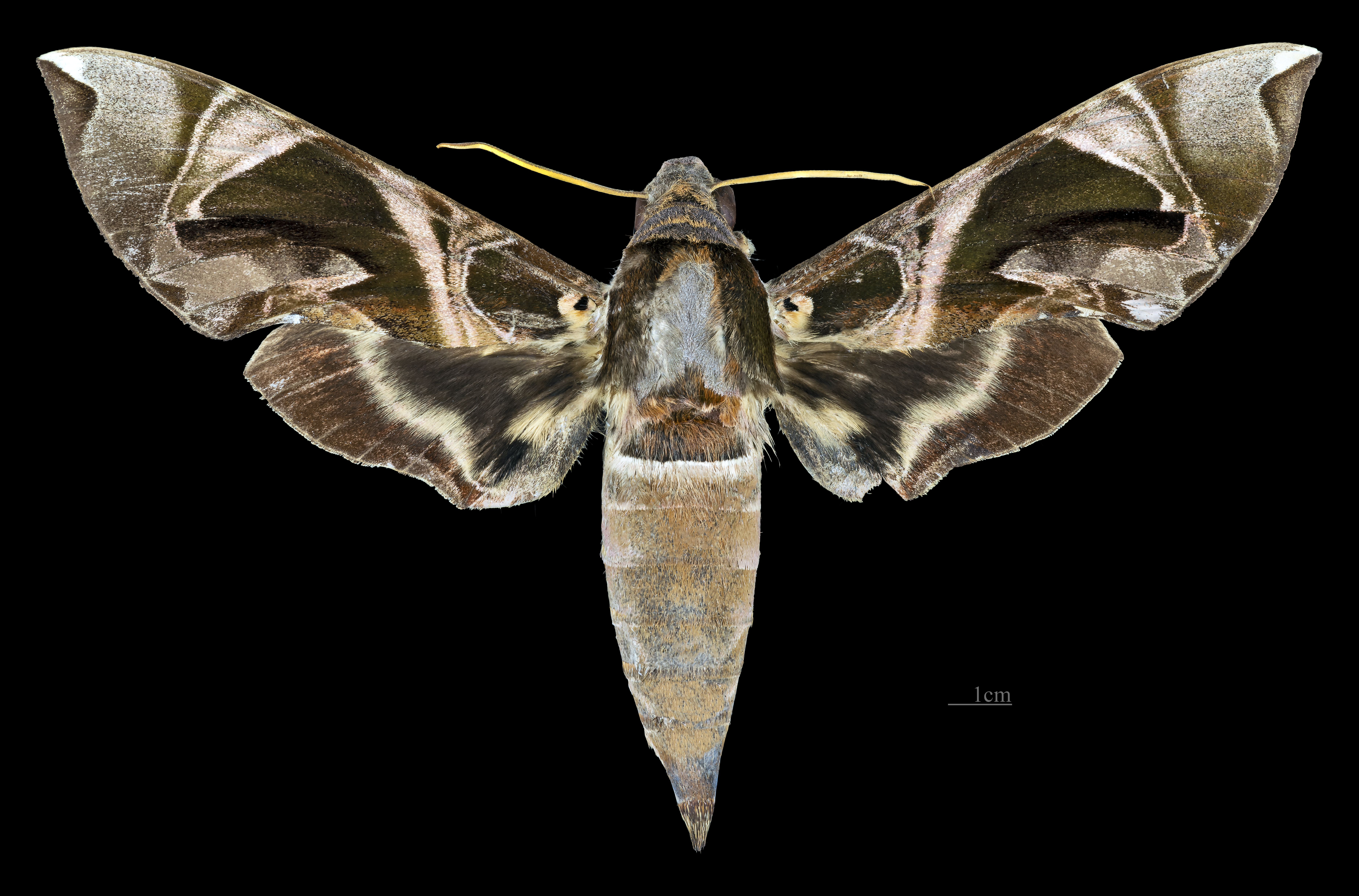
Daphnis hypothous hypothous ♀
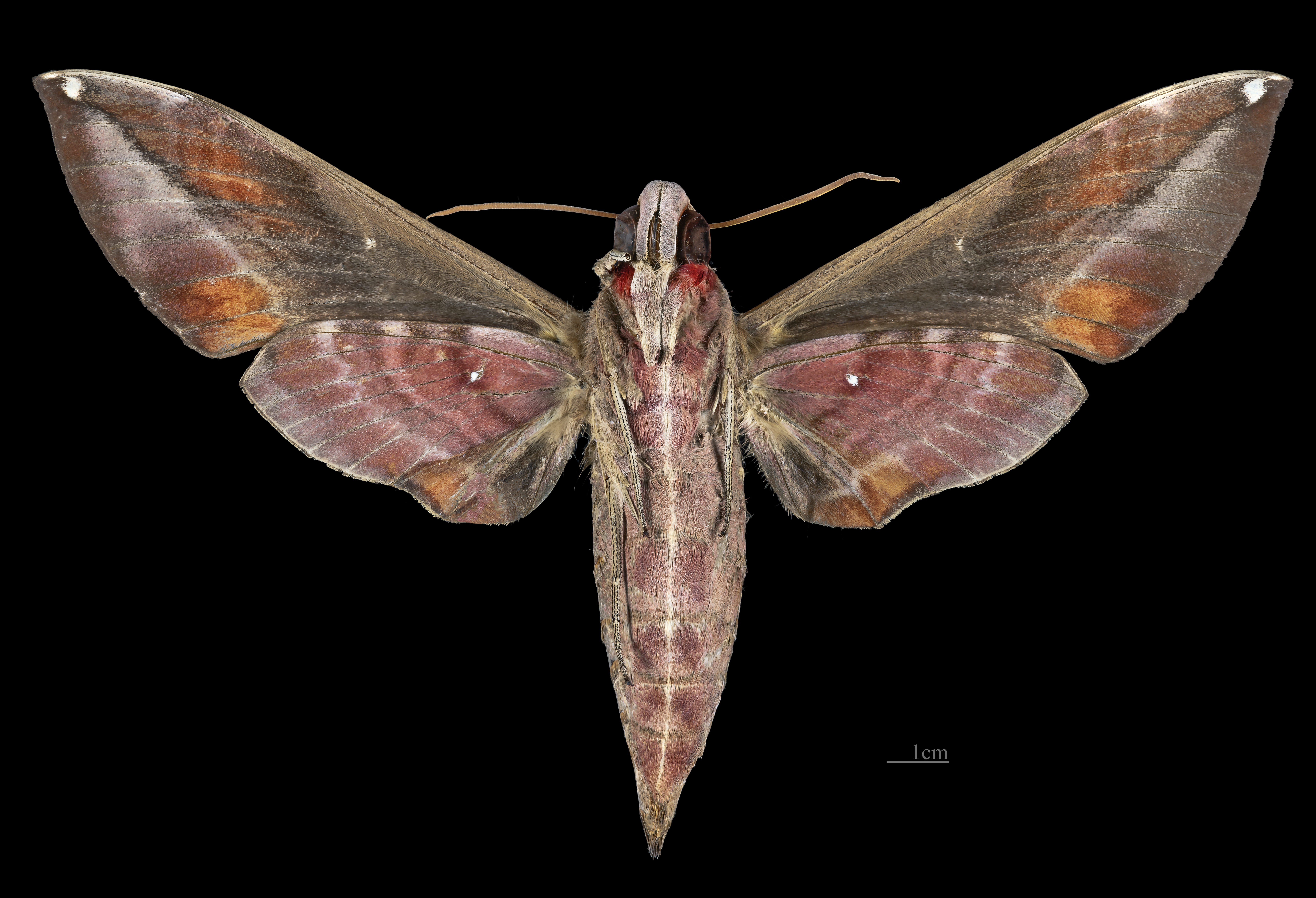
Daphnis hypothous hypothous ♀ △

### Oruga
Las orugas alcanzan una longitud de 60 a 100 milímetros y presentan un color verde pálido o raramente rojo pálido. El tórax es más oscuro que el abdomen. Lateralmente va una línea longitudinal blanca, entre el segundo segmento del tórax hasta la base en ambos lados, cambiando a una tonalidad naranja tanto al principio como al final. A lo largo del abdomen tiene tiras diagonales verde oscuras y unos puntos amarillos pequeños. En los lados del tercer segmento del tórax presenta unas marcas azules grandes, imitando ojos. La zona del agujero anal es ligeramente curvada, color marrón y terminada en punta. Poco antes de pasar a la fase de pupa el cuerpo de la oruga se decolora pasando a violeta con marcas rojo oscuro.

## Especies similares
Daphnis hypothous puede confundirse con la esfinge de la adelfa (Daphnis nerii). Particularmente en su forma nigra tiene un aspecto muy similar a esta. Una diferencia segura para distinguirlas, es la marca redonda blanca en el extremo del ala, que falta en la esfinge de la adelfa".

## Distribución
La especie se encuentra en el sur y norte de la India, en Sri Lanka, Nepal, Birmania, el sur de China, Taiwán, Tailandia, Malasia e Indonesia. La subespecie D. hypothous pallescens se encuentra en Nueva Guinea, en Salomón y en el norte de Australia; Daphnis hypothous puede encontrarse también, como especie migratoria más allá de las fronteras de su área de circulación y llegando al norte de China y el sur de Japón, Oriente Medio donde uno encuentra esta especie de vez en cuando, vuela muy raramente también en amplias franjas occidentales paleárticas, no obstante en la zona occidental del área de circulación son mucho más frecuentes las esfinges de la adelfa con las que se confunde generalmente. Un individuo de esta especie se encontró en Escocia en el siglo XIX, por el que se asume que pudo llegar como carga en forma de crisálida.

## Historia natural
Tiene un vuelo extraordinariamente rápido siendo atraída tanto por las fuentes artificiales de luz así como con las fuentes de néctar de perfumes penetrantes. Además de esto poco se conoce de sus hábitos de vida. Tiene varias generaciones cada año.
Los huevos redondos y verdes claros son muy similares a los de la esfinge de la adelfa. Las orugas al deslizarse lo hacen preferentemente desde las plantas que crecen en la proximidad de los cursos de agua;  se alimenta en árboles derribados de la familia Rubiaceae. En la India sus preferencias de fuentes alimenticias comprobadas, son sobre Cinchona, Wendlandia y Uncaria. Las observaciones de las orugas sobre la adelfa (Nerium oleander) se basan probablemente en errores al confundir la oruga con la de la esfinge de la adelfa.
La fase de pupa ocurre en la tierra en un  capullo blando, entre restos de la planta. La crisálida es similar a la de la esfinge de la adelfa, posee sin embargo a lo largo de la trompa de succión o probóscide una línea negra fina, así como en la cabeza y a lo largo del lado ventral del estadio de pupa hasta la fase final de la crisálida. A la altura de la tráquea se encuentra un volumen oscuro paralelo a dos volúmenes oscuros más que se encuentran en el lado ventral del abdomen. La pupa no inverna.